# پیر لو بیگو
پیر لو بیگو (فرانسوی: Pierre Le Bigaut‎؛ زادهٔ ۱۷ سپتامبر ۱۹۵۹) دوچرخه‌سوار اهل فرانسه است.